# Блочный щит управления

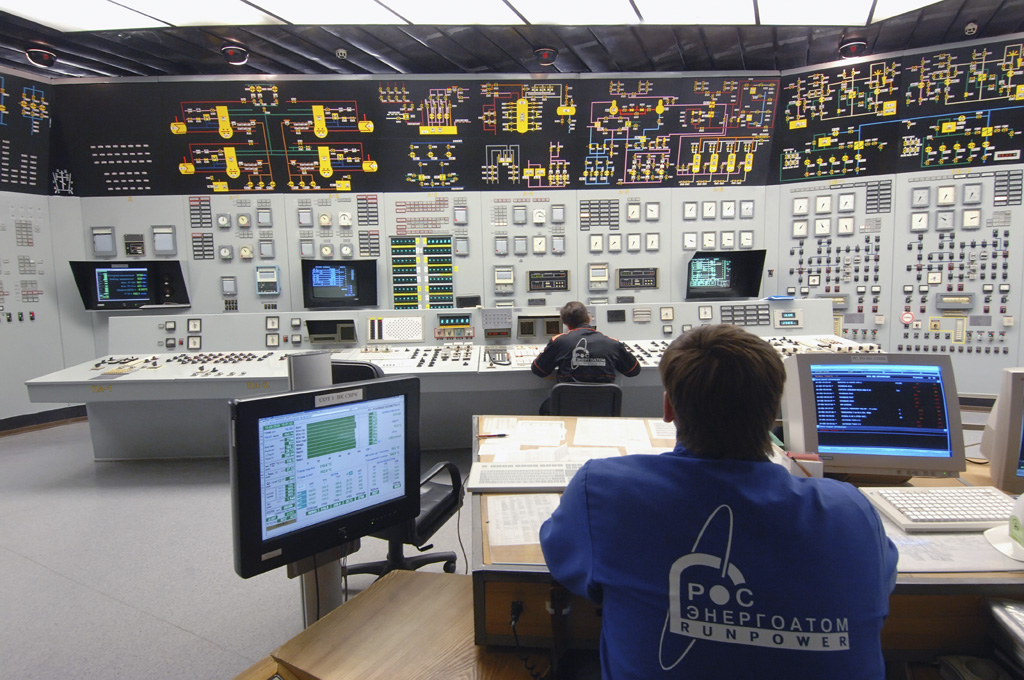
БЩУ Нововоронежской АЭС

Блочный щит управления (БЩУ) является местом, на котором размещены все элементы единой централизованной системы управления агрегатами энергоблока блочной тепловой или атомной электростанции. 
С БЩУ осуществляется непосредственное управление энергоблоком, на нём размещены рабочие места операторов блока. На БЩУ находятся приборы контроля, автоматики, аварийной сигнализации и дистанционного управления, системы связи с рабочими местами и центральным щитом управления, управляющие компьютерные системы. Управление оборудованием и контроль за его работой производится с помощью вертикальных оперативных информационных панелей, мнемосхем и наклонных пультов управления оборудованием, часто расположенных по дуге.  На БЩУ находятся электрические панели блока генератор-трансформатор, технологической защиты,  регуляторов, питания, центральной сигнализации и другие. На пультах управления находятся ключи дистанционного управления задвижками и электромоторами, с помощью которых производится пуск, синхронизация с сетью, остановка и другие операции, обеспечивающие  эксплуатацию блока как в нормальных, так и в аварийных ситуациях. Для непосредственного наблюдения за работой оборудования одна из стен БЩУ, оборудованная застеклёнными проёмами, может выходить непосредственно в машинный зал. Также для наблюдения за оборудованием используются видеокамеры, изображение с которых выводится на БЩУ.
На многоблочных тепловых электростанциях с одного БЩУ часто управляют работой одновременно двух энергоблоков.